# 다마가와촌 (후쿠오카현)
다마가와촌(玉川村)은 후쿠오카현의 남부, 미이케군에 있던 촌이다.

## 역사
- 1889년 4월 1일 - 정촌제 시행에 의해 미이케군 규라기촌, 이치노촌, 가쓰다치촌,
- 1941년 4월 1일 - 오무타시에 편입되었다.